# Samsung Internet
Samsung Internet Browser (або просто Samsung Internet) — мобільний веббраузер для смартфонів і планшетів, розроблених Samsung Electronics. Його засновано на відкритому проекті Chromium. Його попередньо встановлено на пристрої Samsung Galaxy. Починаючи з 2015 року, він доступний для завантаження з Google Play, а нещодавно також доступний для розумних годинників Samsung на базі Tizen через Samsung Galaxy Store. Samsung оцінила, що має близько 400 млн. активних користувачів щомісяця 2016 року. Згідно зі StatCounter, він має ринкову частку близько 3,23 % (серед 66,34 % для всіх варіантів Chrome) близько вересня 2020 року.
Більшість коду, що відрізняється від стандартної кодової бази Chromium, було введено задля підтримки специфічного апаратного забезпечення Samsung, як-от Gear VR і біометричних датчиків.

## Історія
Samsung Internet замінив stock браузер Android за замовчуванням на пристроях Samsung Galaxy з 2012 року. Близько початку 2013 року було вирішено заснувати браузер на Chromium, і перша версія на основі Chromium поставлялася з моделлю S4 пізніше того ж року.
Версію 4 було випущено на початку 2016 року, додаючи таємний режим, картки вмісту, плавуче відео, можливість історії відео, web push, сервісні робітники, налаштовувані вкладки та розширення блокування вмісту.
Версію 5 було випущено 16 грудня 2016 року, додаючи вебплатежі та поліпшеного відео-помічника.
Версію 5.4 було випущено як публічну бету в березні 2017 року, додаючи навігацію вкладками жестами змаху, швидке меню, поліпшену навігацію сторінками (тільки Китай) та графічний інтерфейс статусу блокування вмісту (у меню). Стабільну версію було згодом випущено в усьому світі у травні 2017 року, після запуску Samsung Galaxy S8.
Версію 6.2 було випущено 30 жовтня 2017 року, додаючи висококонтрастний і нічний режими.
Версію 6.4 було випущено 19 лютого 2018 року, додаючи менеджер завантажень і ввімкнений за замовчуванням веб-Bluetooth.
Версію 7.2 було випущено 7 червня 2018 року, додаючи WebGL2, Intersection Observer, Web Assembly та Protected Browsing.
Версію 7.4 було випущено 19 серпня 2018 року, додаючи автентифікацію з Інтелектуальним скануванням, налаштовуваний Режим читання та поліпшену Історію завантажень.
Версію 8.2 було випущено 21 грудня 2018 року, додаючи поліпшення Менеджера завантажень і Режиму читання, виправлення помилок і стабілізацію, а також синхронізацію швидкого доступу через Smart Switch.
Версію 9.2 було випущено 2 квітня 2019, видаляючи розширення «відео-помічник», яке було додане в більш ранніх версіях як «швидке меню», та додаючи перероблену піктограму застосунку, далі перероблений інтерфейс користувача та відповідну однорукість, Smart Anti-Tracking, опцію увімкнення Save All Images, а також виправлення помилок і стабілізацію.
Версію 9.2.10.15 було випущено 19 травня 2019 року, додаючи функцію +10 і –10 секундного пошуку для вебвідео YouTube, оптимізоване використання ОЗП, а також виправлення двох помилок, які впливають на Темний режим і автоматичний вхід Iris у режимі DeX.

## Підтримка
Остання версія (v6.2) Samsung Internet для Android підтримує всі телефони Android 5.0 і вище.
Раніше, (v5.0) Samsung Internet для Android підтримувався тільки на телефонах Samsung Galaxy та Google Nexus із Android 5.0 та вище.

## Особливості
- Розширення блокування вмісту[24]
- Інтеграція Gear VR і DeX[25]
- Підтримка KNOX
- Синхронізація відкритих вкладок і закладок
- Режим читання
- Збережені сторінки
- «Таємний режим» і біометрична автентифікація[26]
- Secure Web Auto Login
- Можливості SPen
- Підтримка сервісних працівників[en] і Push API [Архівовано 27 лютого 2020 у Wayback Machine.]
- Ультра-режим енергозаощадження